# 金丝桃虎耳草
金丝桃虎耳草（学名：Saxifraga hypericoides）为虎耳草科虎耳草属下的一个种。

## 扩展阅读
- 維基物種上的相關：金丝桃虎耳草